# Renault TreZor
La Renault TreZor est un concept-car coupé sport GT électrique, du constructeur automobile français Renault, présenté au mondial de l'automobile de Paris 2016.

## Historique
En 2010, Laurens van den Acker annonce qu'il va créer six concept-cars qui vont chacun correspondre à un pétale d'une marguerite symbolisant un moment « du cycle de la vie » (Love, Explore, Family, Work , Play et Wisdom). La DeZir est le premier pétale de cette marguerite et correspond au cycle de vie « Love ». En 2016, la Renault TreZor est le premier pétale de la seconde marguerite des concept-cars Renault créée par Laurens van den Acker. Elle inaugure une nouvelle série de six concept-cars et correspond au cycle de vie « Love » comme DeZir six ans plus tôt. On retrouve ainsi une filiation entre les deux concept-cars.

### Carrosserie
Ce concept-car vitré de Renault du mondial de l'automobile de Paris 2016, est conçu par Stéphane Janin et Laurens van den Acker (chef design prototype et chef design Renault), et inspiré des précédentes Renault DeZir, Renault Alpine A110-50 et autres Spark-Renault SRT 01E de la marque. 

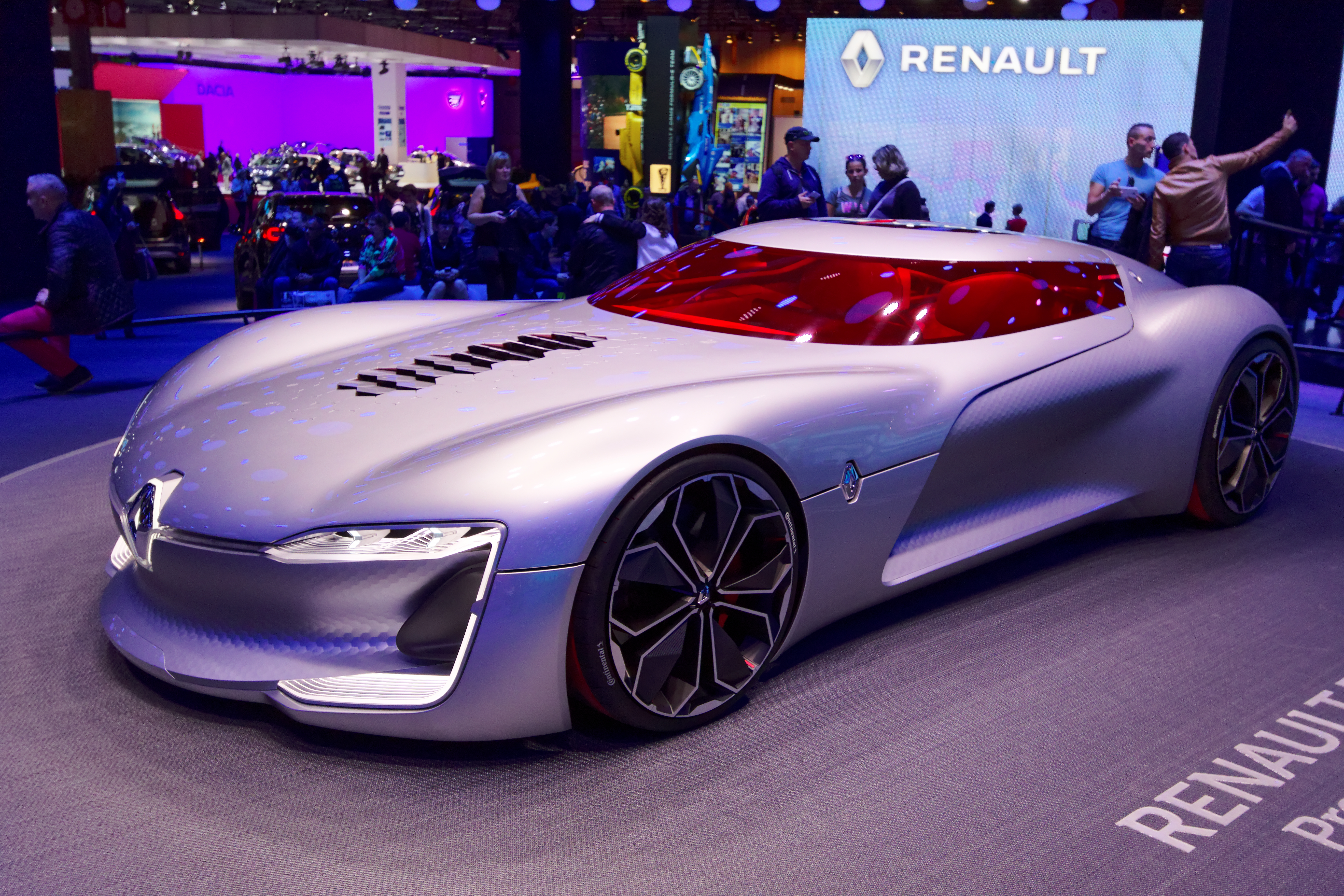
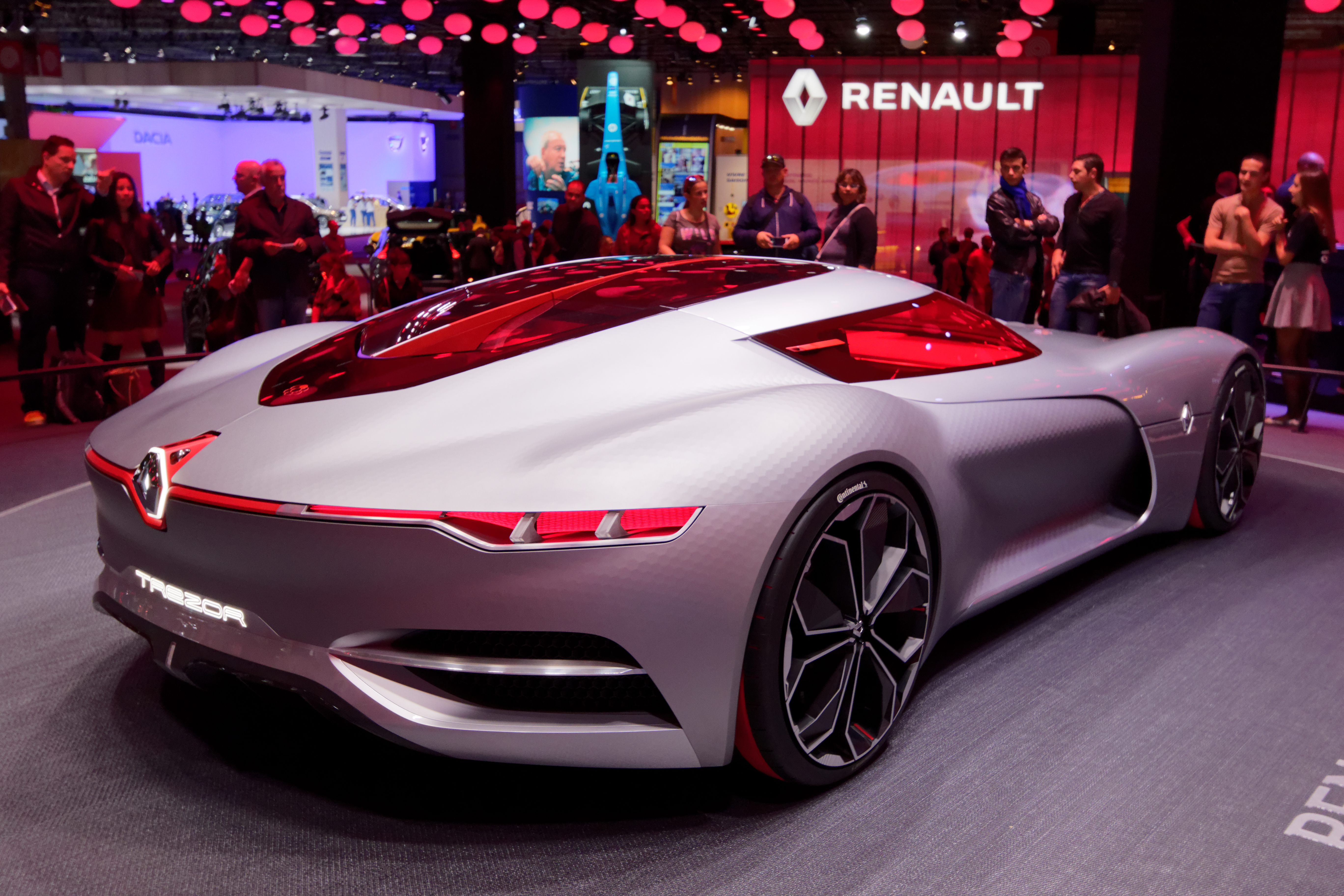

Elle est dotée d'une carrosserie en fibre de carbone de voiture de course au design ultra futuriste, avec un capot très long, et son ouverture d'habitacle est inspiré des soucoupes volantes de science-fiction. L'absence de portière oblige à enjamber les flancs pour pénétrer dans son habitacle, en clin d'œil aux Formule 1 de compétition automobile. 

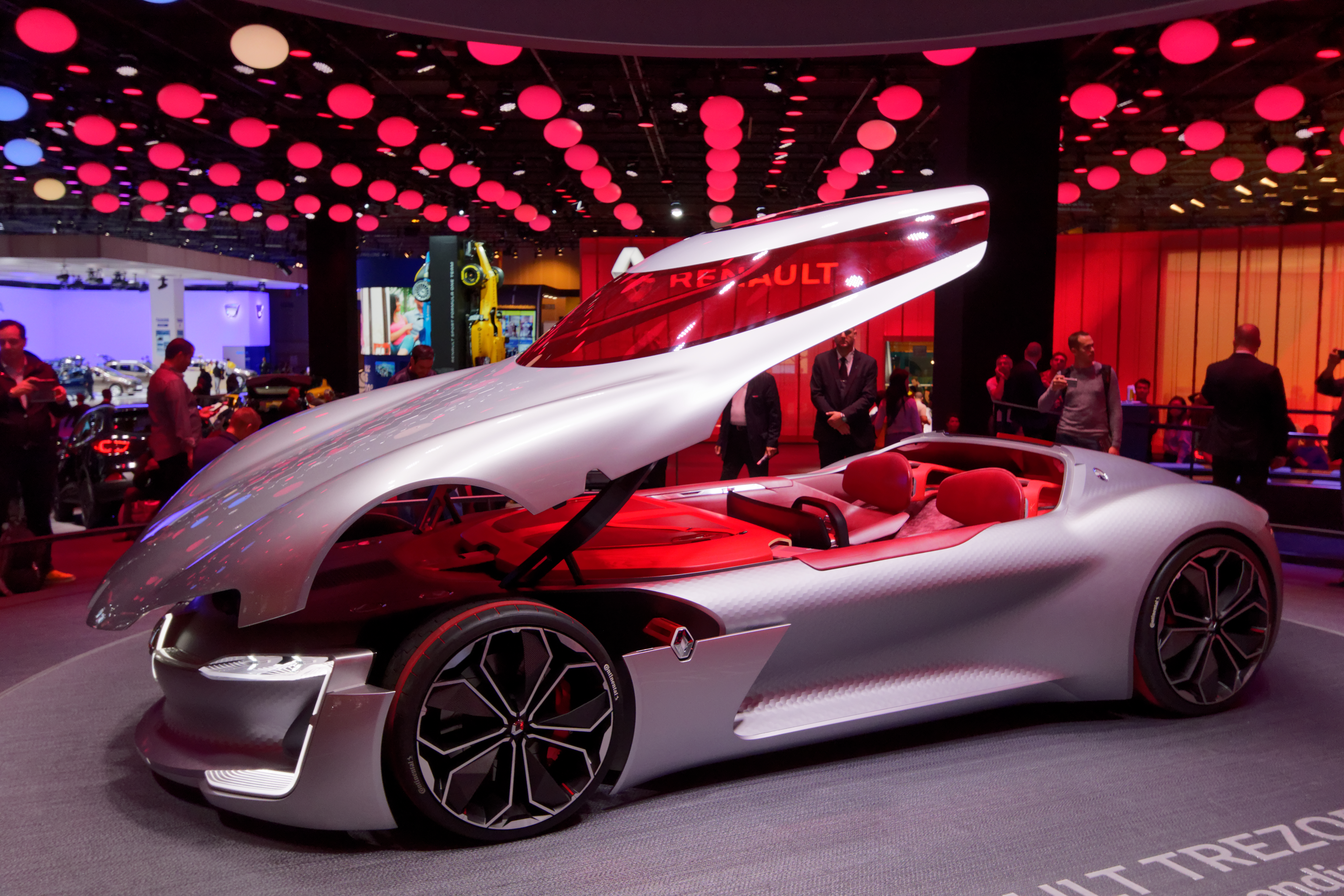
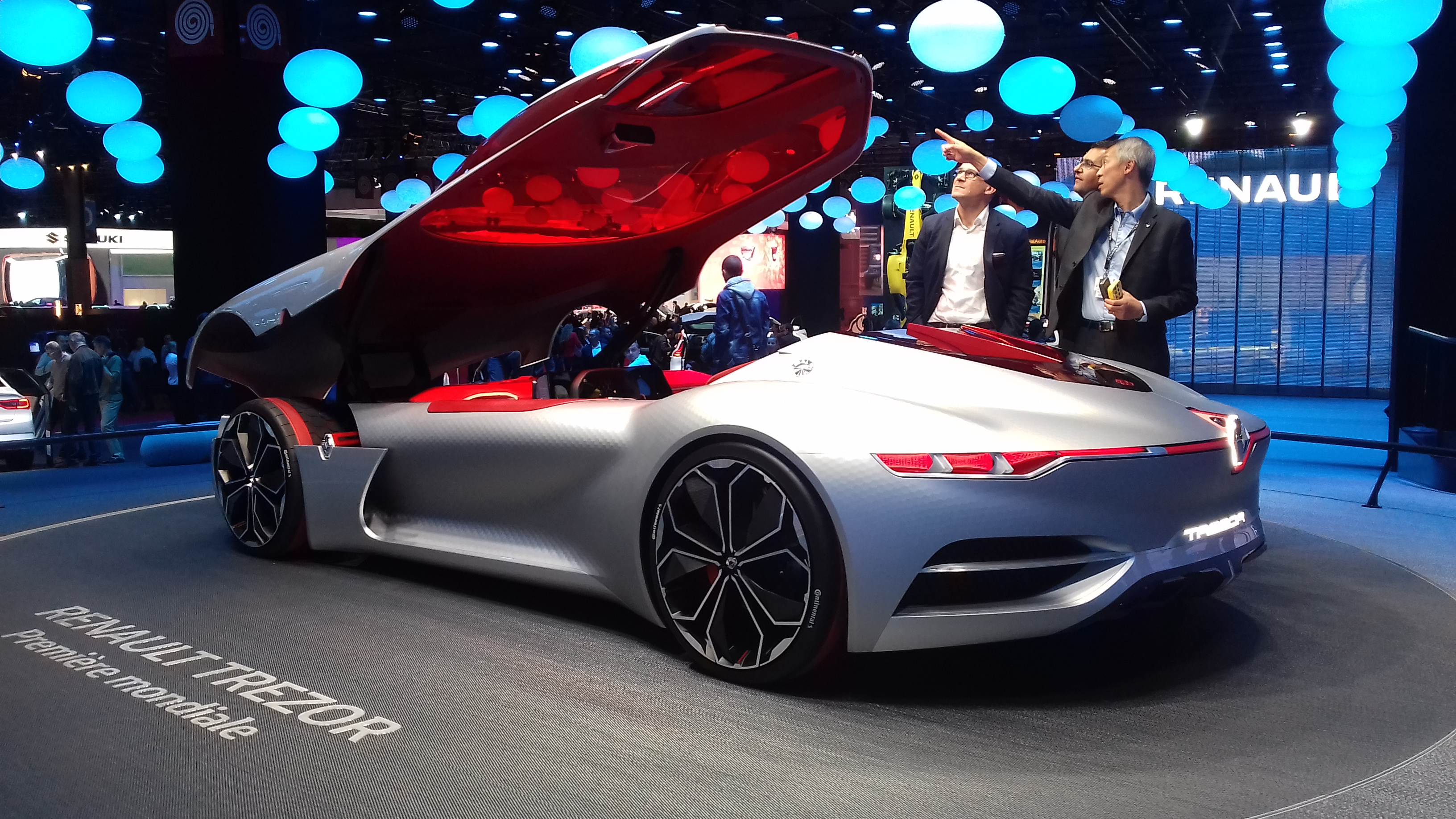

Son intérieur est un mélange d'art artisanal à base de métal, de bois, et de cuir. Il contient des hautes technologies (tableau de bord à écran tactile, volant rectangulaire de Formule 1 à commandes tactiles, trois modes de conduite assistée : manuel, neutre, ou sportif)... 

### Motorisation
Le moteur électrique  de (350 ch) est dérivé des modèles de l’écurie Renault-e.dams de Formule E (Formule 1 électrique) et permet une accélération de 0 à 100 km/h en moins de 4 secondes.

## Récompenses

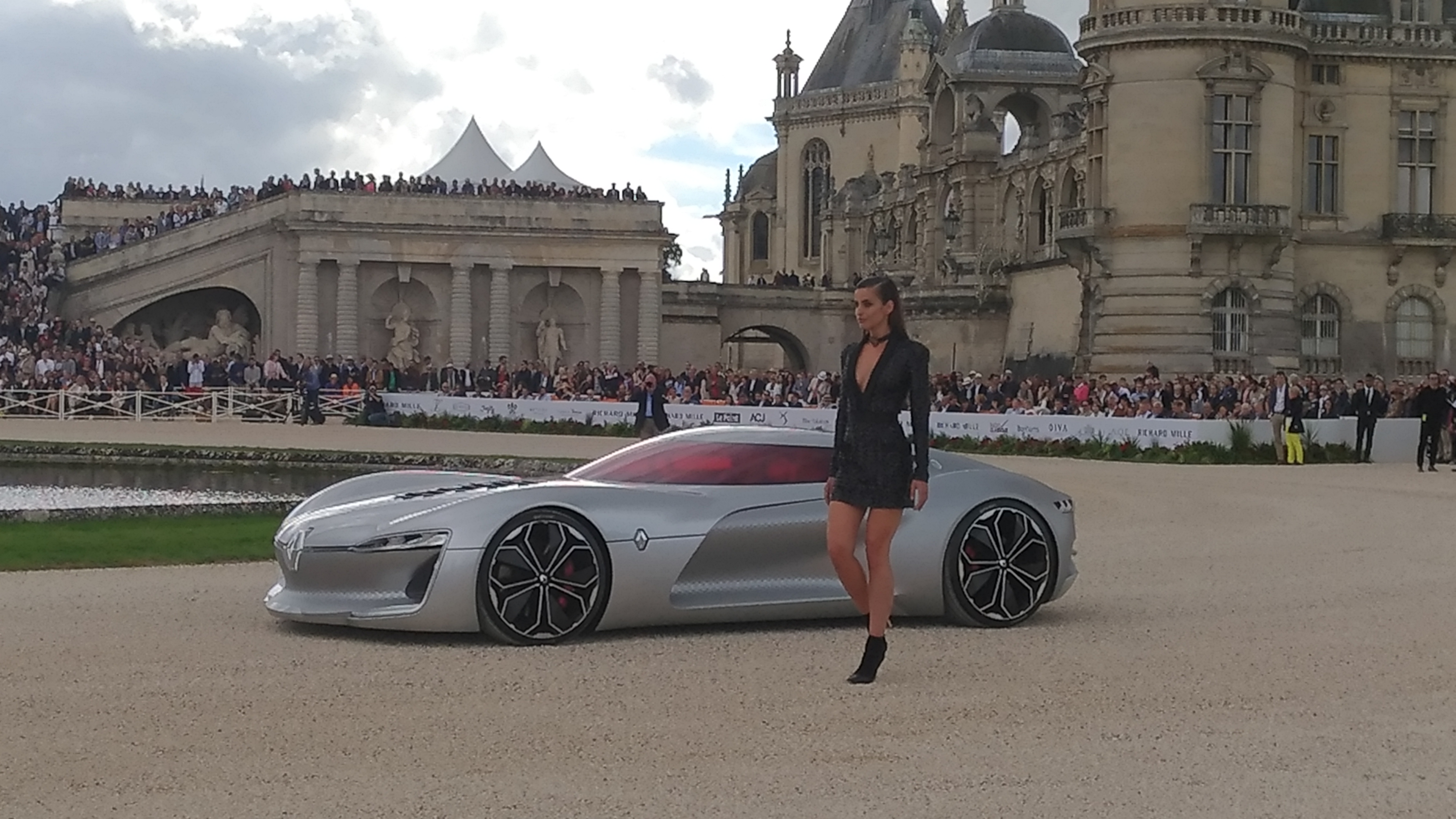
Chantilly Arts & Elegance Richard Mille 2017

- 2017 : Grand gagnant du « Concours d'Élégance » au Chantilly Arts & Elegance Richard Mille 2017
- 2017 : « Prix du plus beau concept car » au Concours d'élégance Villa d'Este[4] en Italie.
- 2016 : « Plus beau concept car de l’année » du 32e Festival automobile international[5]